# احسان نخیف
احسان نخیف (اوکراینی: Ігор Дмитрович Нехаєв؛ زادهٔ ۲۰ دسامبر ۱۹۹۹) بازیکن فوتبال اهل اوکراین است.
از باشگاه‌هایی که در آن بازی کرده‌است می‌توان به باشگاه فوتبال استال کامیانسکه اشاره کرد.